# Rita Passos
Rita de Cássia Trinca Passos (Indaiatuba, 13 de julho de 1961) é uma pedagoga, empresária e política brasileira filiada ao Movimento Democrático Brasileiro (MDB). Exerce o terceiro mandato como deputada estadual de São Paulo e foi Secretária Estadual de Assistência e Desenvolvimento Social de São Paulo no governo de José Serra. É uma das fundadoras do Partido Social Democrático (PSD).

## Biografia
Nascida em Indaiatuba, Rita mora em Itu desde a década de 1980, quando casou com Herculano Passos, com quem tem duas filhas, Juliana e Renata. Em 2004 Herculano foi eleito prefeito de Itu, tendo sido reeleito em 2008 com 85% dos votos válidos.
Como primeira dama do município ajudou a instituir de forma pioneira no Brasil a campanha de vacinação contra o vírus HPV, que ajuda a prevenir o câncer de colo do útero Em 2006 Herculano lançou a candidatura de sua esposa a deputada estadual pelo Partido Verde, tendo sido eleita com mais de 76 mil votos, maior votação do partido em São Paulo naquele pleito. Em 2007 liderou a bancada do Partido Verde na Assembleia Legislativa de São Paulo. No primeiro mandato criou a lei da Política Estadual de Educação Ambiental e a lei que cria o Dia Estadual do Plantio de Mudas de Árvores Nativas e a liberação de verbas para mais de 100 municípios.
Em 9 de junho de 2009, atendendo a convite do então Governador de São Paulo José Serra assumiu a Secretaria Estadual de Assistência e Desenvolvimento Social de São Paulo. Criou o  programa"Quero Vida", programa de atendimento a idosos semidependentes, e o "Complementando Renda Cidadã", oferencendo são cursos de qualificação profissional custeado pelo Estado aos atendidos pelo programa "Renda Cidadã". No programa "Renda Cidadã" dobrou de R$ 100,00 para R$ 200,00 a renda per capita as famílias. No programa "Ação Jovem" fez parceria com o Senac para qualificar os jovens. Percorreu 26 regiões do Estado divulgando a possibilidade de entidades assistenciais se beneficiarem com a Nota Fiscal Paulista. Deixou a Secretaria em 2010 para novamente concorrer ao cargo de deputada estadual, tendo sido reeleita com mais de 150 mil votos, sendo a deputada mais votada do Partido Verde no país. Em 2011 participou da fundação do Partido Social Democrático, além de montar as comissões executivas em 80 cidades do interior do Estado ao lado do esposo, Herculano Passos. No mesmo ano foi a deputada estadual responsável pela Campanha do Agasalho 2011.
Em 2014 foi reeleita deputada estadual com mais de 92 mil votos, desta vez em "dobradinha" com Herculano, que foi eleito deputado federal. Também em 2014 presidiu o PSD Mulher.No terceiro mandato é coordenadora da Frente Parlamentar de Adoção e Pró-convivência Familiar e Presidente da Comissão de Educação e Cultura da Assembleia Legislativa do Estado de São Paulo. Rita Passos é também membro do Conselho Curador da Fundação Padre Anchieta. Em 2016 foi candidata a prefeita de Itu, tendo ficado em terceiro lugar.É novamente candidata a prefeita de Itu nas eleições de 2020.

## Desempenho em eleições
| Ano  | Eleição               | Coligação                                                                          | Partido | Candidata a       | Votos         | Votos em Itu              | Resultado  |
| ---- | --------------------- | ---------------------------------------------------------------------------------- | ------- | ----------------- | ------------- | ------------------------- | ---------- |
| 2006 | Estadual de São Paulo | PV                                                                                 | PV      | Deputada Estadual | 76.841 (52ª)  | 34.264 (1ª)               | Eleita     |
| 2010 | Estadual de São Paulo | PV                                                                                 | PV      | Deputada Estadual | 154.351 (11ª) | 41.399 (1ª)               | Eleita     |
| 2014 | Estadual de São Paulo | PP, PMDB, PSD                                                                      | PSD     | Deputada Estadual | 92.390 (50ª)  | 14.224 (1ª)               | Eleita     |
| 2016 | Municipal de Itu      | PRTB, PP, PMDB, PTN, PSDC, PDT, PSD                                                | PSD     | Prefeita          | —             | 16.007 (3ª - turno único) | Não Eleita |
| 2018 | Estadual de São Paulo | PSDB, DEM, PP, PSD, PTC                                                            | PSD     | Deputada Estadual | 54.341 (86ª)  | 10.876 (2ª)               | Suplente   |
| 2020 | Municipal de Itu      | "Itu feliz de novo" MDB, Republicanos, DEM, PSD, Podemos, SD, PROS, Patriota e PMB | MDB     | Prefeita          | —             | 21.934 (2ª)               | Não Eleita |